# Bidessus nero
Bidessus nero är en skalbaggsart som beskrevs av Gschwendtner 1933. Bidessus nero ingår i släktet Bidessus och familjen dykare. Inga underarter finns listade i Catalogue of Life.